# Reitzia
Reitzia és un gènere monotípic de plantes de la família de les poàcies. La seva única espècie: Reitzia smithii Swallen, és originària del Brasil.
Fou descrit per Jason Richard Swallen i publicat a Sellowia 7: 7. 1956.